# Apophylia semiobscura
Apophylia semiobscura es un coleóptero de la familia Chrysomelidae.
Fue descrita científicamente por primera vez en 1887 por Léon Fairmaire.